# قشلاق غضنفر بالا (مقاطعة بيله سوار)
قشلاق غضنفر بالا (بالفارسية: قشلاق غضنفربالا) هي منطقة سكنية تقع في إيران في أردبيل. يقدر عدد سكانها بـ 33 نسمة .